# Тучков Сергій Олексійович
Сергій Олексійович Тучко́в (1 (12) жовтня 1767, Санкт-Петербург — 3 (15) лютого 1839, Москва
) — генерал-лейтенант, сенатор з роду Тучкових. Відомий масон, скарбник кишинівської ложі «Овідій». Поет. Автор прототипу першої російської військової енциклопедії — «Військового словника».

## Біографія
Народився у дворянській родині, був третім з п'яти братів (Микола, Олексій, Павло, Олександр).
- 15 лютого 1773 — записаний фур'єром до 2-го фузилерного полку.
- 4 липня 1783 — прийнятий на дійсну службу до 2-го фузилерного полку сержантом.
- 24 вересня 1783 — штик-юнкер.
- 3 березня 1785 — підпоручник.
- 1788 — 1790 — учасник російсько-шведської війни. Перебуваючи на гребній флотилії, командував ротою та батальйоном морської артилерії, за відзнаку у боях отримав звання капітана-поручника та капітана.
- 13-14 серпня 1789 — бере участь у морському бою при Роченсальмі, був поранений картеччю в руку, ногу та голову, був контужений. Нагороджений Золотою шпагою.
- Початок 1794 — у чині капітана формує кінно-артилерійний батальйон.
- 12 квітня 1794 — на початку Польського повстання пробився зі своєю частиною з оточення у місто Вільна й поєднався із загоном генерал-поручика Ігельстрома. Вивіз 11 знарядь та вивів 2313 людей особового складу.
- 19 травня 1794 — нагороджений Орденом Святого Георгія 4-го ступеня.
- За участь у взятті Вільни нагороджений Орденом Святого Володимира 3-го ступеня.
- За відзнаку у штурмі Праги отримав чин прем'єр-майора.

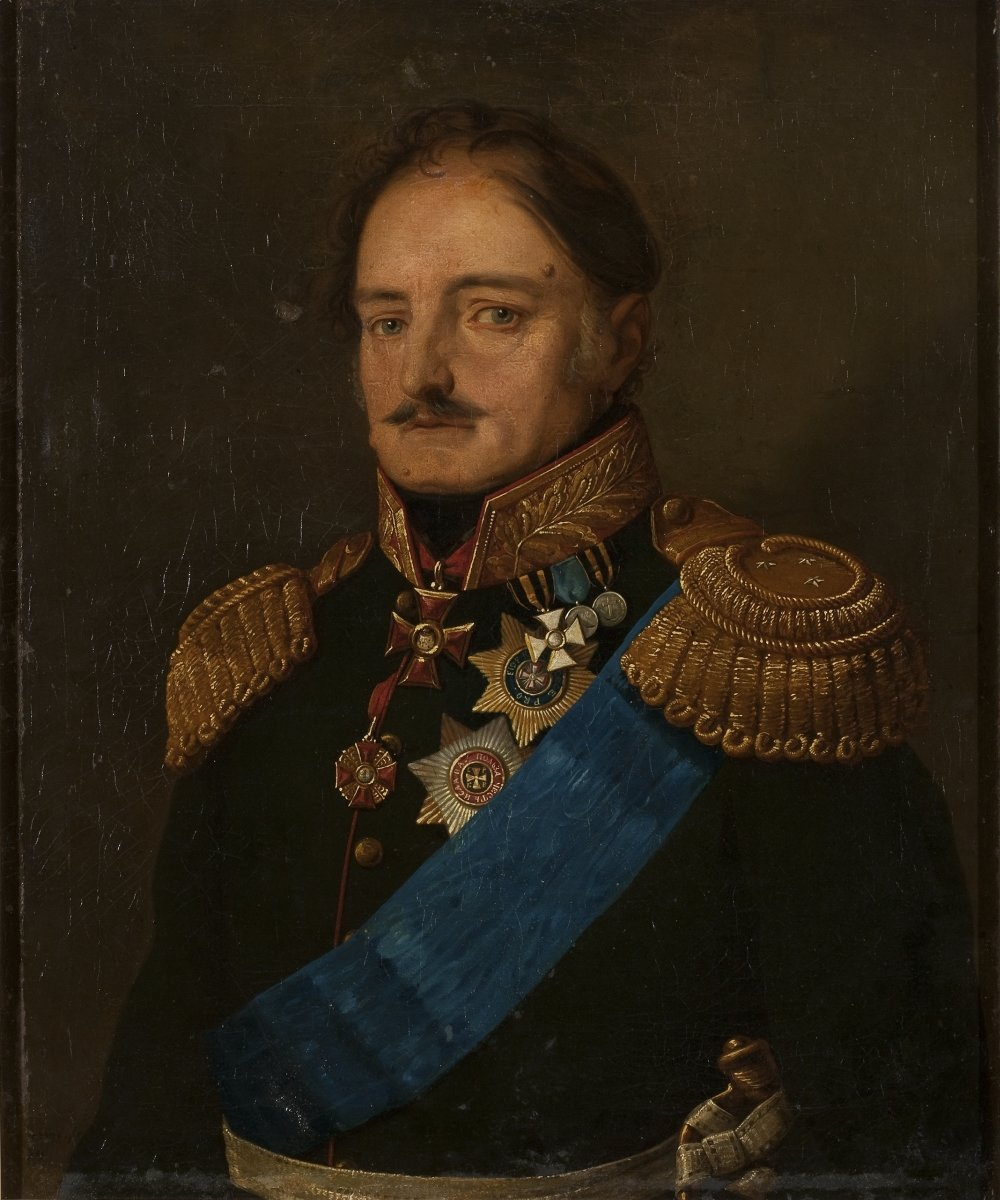
Портрет роботи Дж. Сольферіно (1834 рік)

- 1796 — 1797 — учасник Російсько-перської війни.
- 1797 — за відзнаку при взятті Дербента став підполковником.
- 11 грудня 1797 — за відзнаку у бою із перськими військами на річці Іорі став полковником.
- 8 липня 1798 — командир Фанагорійського гренадерського полку[ru].
- 10 листопада 1798 — генерал-майор за упокорення повстання гірських племен на кордонах Грузії із призначенням шефом Кавказького гренадерського полку[ru].
- 21 квітня 1799 — розбив заколот черкесів та кабардинців у Тагаурському урочищі.
- 1802 — голова цивільної адміністрації у щойно приєднаній до Росії Грузії.
- 1804 — брав участь у штурмі Гянджи[ru], блокаді Єревану, взяв штурмом Ечмиадзін.
- 18 листопада 1804 — пішов у відставку.
- 24 серпня 1806 — шеф Камчатського мушкетерського полку із переведенням до Молдавської армії.
- 1808 — учасник бойових дій із турками.
- 1810 — потрапив під слідство за звинуваченням у навмисному відступі від Сілістри.
- 1810 — черговий генерал Молдавської армії.
- Жовтень 1812 — за наказом Павла Чічагова[ru] очолив 2-й резервний корпус у районі Мозиря, здійснив марш до Борисова та встиг взяти участь у битві на Березині.
- 1813 — учасник облоги Модлина та Магдебурга.
- 30 серпня 1814 — слідство у справі Тучкова припинено наказом імператора.
- Липень 1826 — військовий губернатор Бабадагської області.
- 27 грудня 1830 — градоначальник Ізмаїла.
- 1836 — пішов у відставку за станом здоров'я.

Помер у Москві 1839 року. Похований у Новодівичому монастирі. Могилу знищено за радянської доби.

## Нагороди
- 1789 — Золота шпага «За хоробрість»
- 1789, 19 травня — Орден Святого Георгія 4-го ступеня
- 1795 — Орден Святого Володимира 3-го ступеня
- 1795 — Хрест «За взяття Праги»[en]
- 1796 — Орден Святої Анни 2-го ступеня; алмазні знаки до ордену
- 1828, 22 травня — Орден Святого Володимира 2-го ступеня
- 1834, 28 січня — Орден Білого орла
- Срібна медаль «В пам'ять Вітчизняної війни 1812 року»
- Медаль «За турецьку війну»

## Твори
- Тучков, С. Военный словарь, заключающий наименования или термины, в Российском сухопутном войске употребляемые, с показанием рода науки, к которому принадлежат, из какого языка взяты, как могут быть переведены на российский, какое оных употребление и к чему служат / Соч. г. м. С. Тучкова. — Москва, 1818. (перевидано 2008-го року)
- Нотатки 1766—1808
- Собрание сочинений и переводов в стихах С. Тучкова (М., 1797).
- Сочинения и переводы С. Тучкова (ч. 1—4. СПб., 1816—1817).
- Признание или Открытая тайна. Одесса, 1833